# 哈羅·佩里紐
哈羅·佩里紐（英語：Harold Perrineau，1963年8月7日—）是一位美國男演員，他最著名的角色是在ABC電視劇集《迷》（2004－2010年）中飾演的米高·多遜、在HBO電視劇集《監獄風雲》（1997－2003年）中飾演的奧古斯都·希爾、在Epix電視劇集《夢魘絕鎮》（2022年－）中飾演的博伊德·史提芬斯警長（英語：Sheriff Boyd Stevens）、在《黑客帝国2：重装上阵》和《黑客帝国3：矩阵革命》（均為2003年）中飾演的林克以及在巴茲·雷曼執導的《羅密歐與茱麗葉之後現代激情篇》（1996年）中飾演的默庫蒂奧。他還出演了電影《煙》（1995年）（他憑此電影獲得獨立精神獎最佳男配角提名）、《殺與捕》（1997年）、《哈拉婚禮》（1999年）、《女人置上》（2000年）和《28週後》（2007年）。他的其他電視作品包括《混乱之子》（2012年）、《魔間行者》（2014－2015年）、《美魔甲》（2017－2022年）和《菜鳥老警》（2019－2021年）。

## 早年生活
佩里紐出生於纽约州纽约布鲁克林区。當他年幼時，他的父母把他的名字改成哈羅·威廉士（英語：Harold Williams），但他後來發現美國演員工會裡已經有一個人名為哈羅·威廉士了，所以他改名為小哈羅·佩里紐（英語：Harold Perrineau Jr.）（來自母親的姓氏佩里紐（英語：Perrineau）和身為兒子的小（英語：Jr.））。他曾就讀於雪蘭多大學和艾文·艾利美國舞團。

## 職業生涯
1989年，佩里紐在賓夕法尼亞州費城核桃街劇院的1980年熱門電影《我要高飛》的舞台改編版全球首映中扮演原版泰隆·傑克遜（英語：Tyrone Jackson）。在馬庫斯·鍾因金錢糾紛被解僱，最初的操作員角色譚克（英語：Tank）被刪出劇本後，他在《黑客帝国系列》中飾演林克（英語：Link）。他與聯合主演艾德瓦利·亞肯努耶-阿嘉巴傑一同出演HBO電視劇集《監獄風雲》。
佩里紐在ABC的熱門電視劇集《迷》中飾演米高·多遜。當他的角色在第二季結束和他的兒子一起離開島上時，他被暫時刪出劇本且沒有出現在第三季。2007年7月，劇集宣布他將重返該劇第四季的主要演員陣容。然而他的回歸只是短暫，因為第四季是他作為常規演員的最後一個劇季。他在第六季也是最後一季客串出現一次。
佩里紐與里斯·科羅、米雅·柯許納、基爾·桑切斯、狄歐拉·貝爾德和莫妮克·甘德頓一起出演《惡夜30：黑暗再臨》。他也出現在2008年的音樂影片“Yes We Can”中。他在2012年4月為G4《漫威日本动画》的角色幽靈刺客配音，更在同年被選為飾演熱門劇集《混乱之子》第五季的主要反派達蒙·波普。他在2012年至2013年的TBS喜劇《婚礼乐队》中飾演貝斯手史蒂夫（英語：Stevie），他也在基於DC漫畫／暈眩角色約翰·康斯坦汀改編的短命2015年電視劇集《魔間行者》中飾演曼尼（英語：Manny）。
佩里紐在由迴旋劇院公司製作，斯蒂芬·卡拉姆改編的安东·契诃夫的《櫻桃園》中首次亮相百老匯。該戲劇由2016年9月至2016年12月4日演出，他在其中飾演樂百軒（英語：Lopakhin），而黛安·蓮恩則飾演朗莉絲嘉（英語：Ranevskaya）。同樣在2016年，他在亞馬遜工作室的法律劇集《律政巨人》中擔任聯合主演。
從2017年到2022年，佩里紐在TNT的《美魔甲》中飾演德斯納的自閉症患者兄弟迪恩（英語：Dean），他憑此角色在2020年贏得有色人种进步协会形象奖劇情類劇集最佳男配角。他也在《菜鳥老警》第二季大部分時間裡飾演警察尼克·阿姆斯特朗（英語：Nick Armstrong），並在第三季中客串出演。他在2022年的Epix劇集《夢魘絕鎮》中飾演博伊德·史提芬斯警長（英語：Sheriff Boyd Stevens）。
自2007年他的首張單曲“Stay Strong”以來，佩里紐一直致力於他的音樂事業。他正在與音樂製作人Tomo in der Muhlen積極合作首張專輯《Seeker》。第一首單曲“Moving On”於2011年10月15日發行。他除了於2010年4月在洛杉磯俱樂部The Mint演出外，也出現在MKTO的“Thank You”音樂影片和J. Cole的“She Knows”音樂影片中。

## 個人生活
佩里紐與前女演員兼模特布列塔尼·佩里紐（婚前姓羅賓遜）（英語：Brittany Perrineau (née Robinson)）自2002年結婚至今。他們育有三個女兒，其中包括女演員奧羅拉·佩里紐。

## 作品列表

### 電影
| 年份 | 標題                             | 角色                                   | 附註     |
| ---- | -------------------------------- | -------------------------------------- | -------- |
| 1988 | 《紐約戰場》                     | 湯米（英語：Tommie）                         |          |
| 1990 | 《紐約之王》                     | 罪犯首領                               |          |
| 1995 | 《煙》                           | 托馬斯·“拉希德”·科爾（英語：Thomas "Rashid" Cole）         |          |
| 1995 | 《招蜂引蝶》                     | 男士房間男人#1                         |          |
| 1996 | 《血與酒》                       | 亨利（英語：Henry）                         |          |
| 1996 | 《羅密歐與茱麗葉之後現代激情篇》 | 默庫蒂奧                               |          |
| 1997 | 《1997勢不兩立》                 | 史蒂夫（英語：Steve）                       |          |
| 1998 | 《綠寶機密》                     | 鮑比·佩雷斯（英語：Bobby Perez）                  |          |
| 1998 | 《Come to》                      | 約瑟夫（英語：Joseph）                       | 短片     |
| 1998 | 《暴風雨》                       | 阿里爾（英語：Ariel）                       | 電視電影 |
| 1999 | 《A Day in Black and White》     | 黑人男子（英語：Black Man）                     |          |
| 1999 | 《Macbeth in Manhattan》         | 卡若斯（英語：Chorus）                       |          |
| 1999 | 《哈拉婚禮》                     | 朱利安·默奇（英語：Julian Murch）                  |          |
| 2000 | 《女人置上》                     | 莫尼卡·瓊斯（英語：Monica Jones）                  |          |
| 2000 | 《Overnight Sensation》          | 經驗豐富的PA                           |          |
| 2001 | 《監獄歌聲》                     | 西叔叔（英語：Uncle Cee）                       |          |
| 2002 | 《戰慄》                         | 莫·柯利（英語：Moe Curley）                      |          |
| 2003 | 《黑客帝国2：重装上阵》          | 林克                                   |          |
| 2003 | 《黑客帝国3：矩阵革命》          | 林克                                   |          |
| 2007 | 《28週後》                       | 弗林（英語：Flynn）                         |          |
| 2007 | 《加菲貓：玩轉大世界》           | 丈夫（配音）                 | 影片     |
| 2007 | 《Demons》                       | 米奇（英語：Mitch）                         | 電視電影 |
| 2008 | 《夜花園》                       | 奧蘭多（英語：Orlando）                       |          |
| 2008 | 《籃球夢》                       | 吉米（英語：Jimmy）                         |          |
| 2008 | 《Your Name Here》               | 理察·朗崔                              |          |
| 2008 | 《重罪秘辛》                     | 比爾·杰克遜中尉（英語：Lieutenant Bill Jackson）              |          |
| 2010 | 《人質殺手》                     | 約翰·史密斯（英語：John Smith）                  |          |
| 2010 | 《Case 219》                     | 富蘭克林·邦納（英語：Franklyn Bonner）                |          |
| 2010 | 《惡夜30：黑暗再臨》             | 托德（英語：Todd）                         | 影片     |
| 2011 | 《私法正義》                     | 吉米（英語：Jimmy）                         |          |
| 2012 | 《玩命時刻》                     | 洛薩達（英語：Losada）                       |          |
| 2012 | 《Sunset Stories》               | 哈羅（英語：                           |          |
| 2012 | 《Taking the Edge Off》          | －                                     | 短片     |
| 2012 | 《猎杀本·拉登》                  | 傑克（英語：Jack）                         |          |
| 2013 | 《限時翻供》                     | 助理地區檢察官杰弗里·斯蒂爾 （英語：Assistant District Attorney Jeffery Steele） |          |
| 2013 | 《為了姐妹》                     | 威利（英語：Wiley）                         |          |
| 2013 | 《把妹幻覺》                     | 馬文·柯立芝（英語：Marvin Coolidge）                  | 影片     |
| 2013 | 《伴郎假期》                     | 朱利安·默奇（英語：Julian Murch）                  |          |
| 2013 | 《The Championship Rounds》      | 達里爾（英語：Darryl）                       | 短片     |
| 2014 | 《毒火追擊》                     | 調查員大流士·傑克遜（英語：Investigator Darius Jackson）          |          |
| 2015 | 《Meet Me at a Funeral》         | 杰弗裡（英語：Jeffrey）                       | 短片     |
| 2016 | 《#FoundingFathers》             | －                                     | 短片     |
| 2016 | 《Poor Richard's Almanack》      | 馬特（英語：Matt）                         | 電視電影 |
| 2017 | 《絲黛芬妮》                     | 領導                                   |          |
| 2017 | 《單身漢》                       | 羅倫斯醫生（英語：Dr. Rollens）                   |          |
| 2017 | 《我不在這兒》                   | 桑塔納（英語：Santana）                       |          |
| 2018 | 《兩州情緣》                     | 先生（配音）                 |          |
| 2018 | 《冷溪有情》                     | 吉爾勒·德克斯（英語：Gil Le Deux）                |          |
| 2018 | 《女王特大號》                   | 李                           |          |
| 2022 | 《Without Ward》                 | 沃拉斯勳爵紳士（英語：Lord Voraz Esquire）               |          |

### 電視
| 年份       | 標題                       | 角色                                      | 附註                                               |
| ---------- | -------------------------- | ----------------------------------------- | -------------------------------------------------- |
| 1986－1987 | 《我要高飛》               | 舞者                                      | 常設角色；18集                                     |
| 1989       | 《考斯比一家》             | 斯科特（英語：Scott）                          | 單集：“The Dead End Kids Meet Dr. Lotus”           |
| 1990       | 《CBS學校假期特輯》        | 柯蒂斯（英語：Curtis）                          | 單集：“Flour Babies”                               |
| 1990－1993 | 《法律與秩序》             | 喬丹·希爾（英語：Jordan Hill）／ 肯尼·林克（英語：Kenny Rinker） | 2集                                                |
| 1991       | 《莫莉·多德的日與夜》      | 歌手                                      | 單集：“Here's a Neat Way to Tie Up the Loose Ends” |
| 1991－1993 | 《I'll Fly Away》          | 羅伯特·埃文斯（英語：Robert Evans）                   | 常設角色；8集                                      |
| 1994       | 《哥士比探案》             | 範森（英語：Junior Vansen）                            | 單集：“Camouflage”                                 |
| 1995       | 《新紐約》                 | 本尼（英語：Benny）                            | 2集                                                |
| 1997       | 《仁心仁術》               | 艾薩克·普萊斯（英語：Isaac Price）                   | 單集：“Freak Show”                                 |
| 1997       | 《Living Single》          | 沃爾特·傑克遜（英語：Walter Jackson）                   | 單集：“Forgive Us Our Trespasses”                  |
| 1997－2003 | 《監獄風雲》               | 奧古斯都·希爾                             | 主要角色                                           |
| 1999       | 《週六夜現場》             | 奧古斯都·希爾                             | 單集：“Jerry Seinfeld/David Bowie”                 |
| 2003       | 《MTV蜘蛛俠》              | 路易斯·懷勒／噴射飛人（配音）   | 單集：“Heroes and Villains”                        |
| 2003       | 《死神有約》               | 約恩·萊弗特（英語：Aroun Levert）                     | 單集：“Rest in Peace”                              |
| 2004－2010 | 《迷》                     | 米高·多遜                                 | 第一至二，四季主要角色； 第六季客串角色            |
| 2007       | 《CSI犯罪現場》            | 羅德牧師（英語：Reverend Rhodes）                        | 單集：“Go to Hell”                                 |
| 2009       | 《非凡女警》               | 里奧·班克斯警探（英語：Detective Leo Banks）                 | 主要角色                                           |
| 2010       | 《CSI犯罪現場：紐約》      | 雷吉·蒂福德（英語：Reggie Tifford）                     | 單集：“Redemption”                                 |
| 2010       | 《真相背後》               | 保羅·布勞恩（英語：Paul Braun）                     | 單集：“Uncanny”                                    |
| 2012       | 《漫威日本动画》           | 幽靈刺客（配音）                          | 主要角色                                           |
| 2012       | 《飛哥與小佛》             | 外加聲音（配音）                | 單集：“Where's Perry? Part I & II”                 |
| 2012       | 《Georgia》                | 邁克爾（英語：Michael）                          | 主要角色                                           |
| 2012       | 《混乱之子》               | 達蒙·波普                                 | 常設角色；8集                                      |
| 2012－2013 | 《婚礼乐队》               | 史蒂夫（英語：Stevie）                          | 主要角色                                           |
| 2013       | 《法律与秩序：特殊受害者》 | 布賴恩·特雷莫爾（英語：Brian Tremore）                 | 單集：“Secrets Exhumed”                            |
| 2014       | 《開拍》                   | 他自己                                    | 單集：“The Edge of Space”                          |
| 2014       | 《家庭指南》               | 弗雷德（英語：Fred）                          | 單集：“Pilot”                                      |
| 2014       | 《殭屍國度》               | 哈蒙德中尉（英語：Lieutenant Hammond）                      | 單集：“Puppies And Kittens”                        |
| 2014       | 《新聞廣播員》             | 他自己                                    | 單集：“F- Dancing, Are You Decent?”                |
| 2014－2015 | 《魔間行者》               | 曼尼（英語：Manny）                            | 主要角色                                           |
| 2016       | 《蘿拉的秘密》             | 查爾斯·巴蒂斯特（英語：Charles Baptiste）                 | 單集：“The Mystery of the Morning Jog”             |
| 2016       | 《律政巨人》               | 雷斯頓·凱勒法官（英語：Judge Reston Keller）                 | 常設角色；6集                                      |
| 2016       | 《連環套》                 | 達蒙·豪瑟曼（英語：Damon Houserman）                     | 主要角色；10集                                     |
| 2017       | 《心理追兇》               | 卡爾文·肖（英語：Calvin Shaw）                       | 常設角色；5集                                      |
| 2017－2022 | 《美魔甲》                 | 迪恩·西姆斯（英語：Dean Simms）                     | 主要角色                                           |
| 2018－2019 | 《星途》                   | 鮑比·布魯克斯（英語：Bobby Brooks）                   | 常設角色；9集                                      |
| 2019－2021 | 《菜鳥老警》               | 尼克·阿姆斯特朗（英語：Nick Armstrong）                 | 常設角色；10集                                     |
| 2020       | 《妙手仁醫》               | 韋斯·基勒（英語：Wes Keeler）                       | 單集：“Fixation”                                   |
| 2022－     | 《夢魘絕鎮》               | 博伊德·史提芬斯（英語：Boyd Stevens）                 | 主要角色                                           |

### 電子遊戲
| 年份 | 標題                  | 角色 | 附註 |
| ---- | --------------------- | ---- | ---- |
| 2003 | 《Enter the Matrix》  | 林克 | 配音 |
| 2004 | 《The Matrix Online》 | 林克 | 配音 |

## 獲獎和提名
| 年份 | 獎項                   | 類別                                    | 提名作品                        | 結果 |
| ---- | ---------------------- | --------------------------------------- | ------------------------------- | ---- |
| 1996 | 獨立精神獎             | 最佳男配角                              | 《煙》                          | 提名 |
| 2000 | 有色人种进步协会形象奖 | 最佳電影男配角                          | 《哈拉婚禮》                    | 提名 |
| 2006 | 美國演員工會獎         | 最佳劇情類劇集整體演出                  | 《迷》； 與劇中其他演員共同得獎 | 獲獎 |
| 2020 | 有色人種進步協會形象獎 | 最佳劇情類劇集男配角                    | 《美魔甲》                      | 獲獎 |
| 2022 | 土星獎                 | 最佳廣播網或有線電視劇男主角 （英語：Saturn Award for Best Actor on Television） | 《夢魘絕鎮》                    | 待定 |

## 外部連結
- 哈羅·佩里紐在互联网电影资料库（IMDb）上的資料（英文）